# Renato Assis da Silva
Renato Assis da Silva, conocido simplemente como Renato Silva (Colinas do Tocantins, Tocantins, 26 de julio de 1983), es un exfutbolista brasileño que ocupaba la posición de defensa central.

## Trayectoria
En 12 de diciembre de 2008 se trasladó del Botafogo de Futebol e Regatas al São Paulo Futebol Clube.  En 22 de enero de 2011 se trasladó del São Paulo al equipo chino Shandong Luneng Taishan. En 7 de septiembre de 2011 se trasladó del Shandong Luneg al Club de Regatas Vasco da Gama. Allí permaneció hasta que el 8 de agosto de 2014 recaló en el Santa Cruz FC. Un año más tarde ficha por el Clube Atlético Metropolitano para posteriormente fichar por el Brasiliense FC en febrero de 2016. En mayo del mismo año pasa a la plantilla del Boavista SC permaneciendo durante dos temporadas. Ya en la 18/19 ficha por la AD Perilima, siendo este su último club.

## Clubes
| Club                    | País   | Periodo     |
| ----------------------- | ------ | ----------- |
| Goiás                   | Brasil | 2002 - 2004 |
| Belenenses              | Brasil | 2002 - 2004 |
| Flamengo                | Brasil | 2005 - 2006 |
| Botafogo                | Brasil | 2007        |
| Fluminense              | Brasil | 2007 - 2008 |
| São Paulo               | Brasil | 2009 - 2010 |
| Shandong Luneng Taishan | China  | 2011        |
| Vasco da Gama           | Brasil | 2011 - 2014 |
| Santa Cruz FC           | Brasil | 2014 - 2015 |
| CA Metropolitano        | Brasil | 2015 - 2016 |
| Brasiliense FC          | Brasil | 2016        |
| Boavista SC             | Brasil | 2016 - 2018 |
| AD Perilima             | Brasil | 2018 -      |

## Palmarés
- Copa Mundial Sub-20: 2003
- Copa de Brasil: 2006 (Flamengo)
- Copa de Brasil: 2007 (Fluminense)
- Copa Centro-Oeste: 2002 (Goiás)
- Copa Goiano: 2002 y 2003 (Goiás)